# Крива Госпера
Крива Госпера, або крива Пеано-Госпера, названа за іменем відкривача Білла Госпера, — це крива, що заповнює простір. Є фрактальною кривою, подібною кривим дракона і Гільберта.
|                                |                                                                                        |
| Четверта стадія кривої Госпера | Ламана лінія від червоної крапки до зеленої показує один крок побудови кривої Госпера. |

## Алгоритм

### Система Лінденмайера
Криву Госпера можна представити за допомогою системи Лінденмайера із такими правилами:
- Кут: 60°
- Аксіома: {\displaystyle A}
- Правила підстановки:
  - {\displaystyle A\mapsto A-B--B+A++AA+B-}
  - {\displaystyle B\mapsto +A-BB--B-A++A+B}

В цьому випадку A і B означають рух вперед, + означає поворот вліво на 60º, а — означає поворот на 60º вправо з використанням «черепашачого» стилю програмування, як в Лого.